# Euophrys purcelli
Euophrys purcelli es una especie de araña saltarina del género Euophrys, familia Salticidae. Fue descrita científicamente por George Williams Peckham y su esposa E. G. Peckham en 1903.
Habita en Sudáfrica.